# Борислав Ралчев
Борислав Николов Ралчев е български адвокат и политик, народен представител от НДСВ от 2001 до 2009. Учредител на партия Българска нова демокрация.

## Биография
Борислав Ралчев е роден на 14 май 1938 година в град Варна. През 1963 година, завършва Юридическия факултет на Софийски университет „Св. Климент Охридски“. 
През 1965 година е вписан във Варненската адвокатска колегия. В периода 1990 до 1991 г. активно участва в изработването на работен проект на Закона за адвокатурата. От 1992 до 1998 г. два мандата е член на Висшия адвокатски съвет.
От 1998 – 2002 г. е председател на Адвокатски съвет – Варна.
От 2001 – 2009 г. е депутат от НДСВ в 30-то и 40-то Народно събрание, като не прекъсва членството си в адвокатурата. През този период е приет последният Закон за адвокатурата.

## Смърт
На 19 юни 2020 година почина на 82-годишния възраст. На следващия ден поклонението ще се състои от 13 часа в катедралния храм „Св. Успение Богородично” във Варна.

## Източник
1. ↑  Напусна ни бившият депутат от НДСВ, адвокат Борислав Ралчев - vlastta.bg
2. ↑  Почина бившият депутат от НДСВ Борислав Ралчев
3. ↑  Напусна ни адвокат Борислав Ралчев